# Arcuavena limbata
Arcuavena limbata är en tvåvingeart som först beskrevs av Jacques-Marie-Frangile Bigot 1879.  Arcuavena limbata ingår i släktet Arcuavena och familjen vapenflugor. Inga underarter finns listade i Catalogue of Life.